# Pont de Can Molas
El pont de Manlleu, pont de Can Molas o pont del Cingle és una obra gòtica de Manlleu (Osona) inclosa a l'Inventari del Patrimoni Arquitectònic de Catalunya.

## Descripció
Pont format per cinc arcs de mig punt amb quatre finestres entre els arcs. Està construït amb còdols de riu de diferents mides, carreus de pedra tallats en les estructures sustentants.

## Història
L'any 1396 s'inicià la construcció del pont, d'estil gòtic, que millorarà les comunicacions d'una banda a l'altra del Ter. El construí el comú de Manlleu gràcies als donatius i les aportacions dels particulars i es finalitzà als volts de 1460. El pont tenia originalment una amplada de tres metres i a banda i banda parets d'un gruix de mig metre.
L'any 1627 s'hagué de tornar a construir a causa d'un terratrèmol que el destruí parcialment.
El 1890 l'ajuntament va cegar la meitat del primer l'arc del marge esquerre (nord) per sota del qual passava el canal. Aquest sisè arc ha acabat soterrat sota la cruïlla dels carrers que accedeixen al pont, de manera que ha acabat passant de tenir originalment sis arcs a tenir-ne cinc.
L'any 1908 s'eixamplà la seva superfície transitable i se substituïren les parets per una barana de ferro. Al 1939 el pont tornà a ser destruït a causa de la Guerra Civil i malmès per la riuada de l'octubre el 1940. El 1941 es reconstrueix conservant l'estructura original, tornant a ser eixamplat l'any 1953.
L'any 2018 es va acabar una nova obra de restauració i ampliació del pont. Les principals actuacions van ser l'enderroc de la llosa existent de formigó i la construcció d'una nova plataforma, de manera que l'ample del tauler va passar de 8 a 10,7 m, la instal·lació de baranes i barreres de seguretat, així com la instal·lació de nou enllumenat. L'obra va costar 1,119 milions d'euros que van ser finançats per la Diputació de Barcelona.